# Cessna Citation Excel
Il Cessna Citation Excel (Model 560XL) è un business jet biturboventola small-to-medium sized prodotto dall'azienda statunitense Cessna Aircraft Company dagli anni novanta.
Il marchio di business jet Citation comprende sei distinte famiglie di aeromobili. L'Excel, la Citation XLS, e la Citation XLS+ sono una di queste famiglie.

## Storia

### Sviluppo
Dopo il successo commerciale ottenuto con il Cessna Citation VII nella fascia alta del mercato degli aerei business, l'azienda ritenne vantaggioso avviare lo sviluppo di un nuovo modello che rispondesse agli standard dalla fascia "X" ma destinati al mercato Citation tradizionale, dove poter competere principalmente con modelli biturboelica. Piuttosto che essere una variante diretta di un'altra cellula Citation, la scelta ricadde su un progetto basato sulla combinazione di tecnologie e design già adottate su altri modelli. Il nuovo modello, identificato come Excel, integrò la larghezza della fusoliera della serie X con una cabina di pilotaggio rialzata, accorciandola di circa 21 ft (6,4 m) ed accoppiandola ad un'ala a freccia caratterizzata da un profilo supercritico (di provenienza Citation V Ultra) e l'impennaggio del Citation V.
Per la propulsione Cessna decise di adottare un nuovo motore turboventola di produzione Pratt & Whitney Canada, il PW545A. Come risultato, l'Excel possedeva la cabina più spaziosa della categoria dei jet aziendali, potendo ospitare fino a 10 passeggeri (ad alta densità di configurazione, in genere il numero è 6-8 in una configurazione aziendale), pur essendo pilotato da un equipaggio di due elementi.
Il progetto venne annunciato all'annuale convention della National Business Aviation Association (NBAA)  nell'ottobre 1994. I lavori di sviluppo si concretizzarono in un prototipo portato in volo per la prima volta il 29 febbraio 1996 e che ottenne la certificazione Federal Aviation Administration (FAA) nell'aprile 1998. In questo periodo la Cessna riuscì a stipulare contratti di fornitura per 200 esemplari prima ancora fosse avviata la produzione in serie. Nel momento in cui venne prodotto il centesimo esemplare, nell'agosto 2000, lo stabilimento di Wichita, Kansas, era in grado di completare l'assemblaggio di un Excel ogni tre giorni. Prima che il modello fosse sostituito dal Citation XLS venne realizzato in un totale di 308 unità. L'Excel possiede un primato nel campo della sicurezza con soli cinque incidenti in cui rimase coinvolto, nessuno dei quali con esiti mortali per i suoi occupanti.
Il Citation XLS fu il primo degli sviluppi ricevuti dall'originario Excel. Oltre a dotare la cabina di pilotaggio di un glass cockpit basato sull'avionica Honeywell Primus 1000 EFIS, l'XLS venne equipaggiato con una coppia di motori turboventola PW545B, versione che garantiva maggiori prestazioni.
In seguito Cessna realizzò un ulteriore sviluppo identificato come Citation XLS+, o semplicemente "Plus" configuration, che riguardava un sistema automatico di controllo motori FADEC, una nuova e più prestazionale versione dei motori, la PW545C, ed un design completamente rivisto del naso, simile a quelli dei Citation Sovereign e Citation X. Il Citation XLS+ è il primo modello della XL line ad adottare l'avionica Collins Pro Line 21 Avionics ed un display a quattro schermi a cristalli liquidi (LCD) EFIS contro quelli a tre monitor a tubo catodico (CRT) Honeywell presenti negli XL ed XLS.

## Versioni
Citation Excel
Citation XLS
Citation XLS+

## Utilizzatori
Il modello oltre ad essere utilizzato da privati ed aziende, sia per uso personale che date in gestione, opera con compagnie aeree charter. In Italia viene utilizzato dalla Eurofly Service.

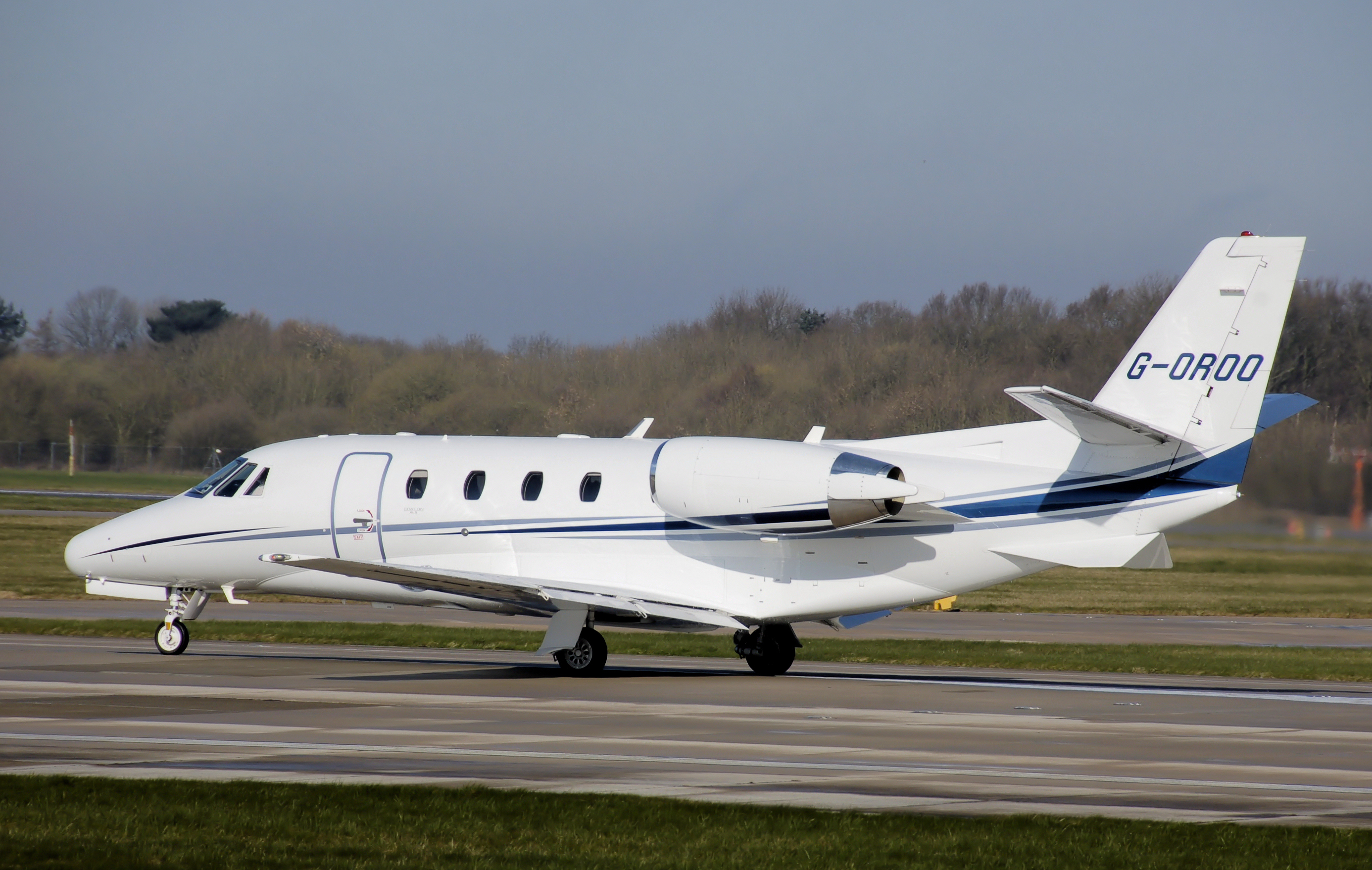
Un Cessna Model 560XL Citation XLS in fase di rullaggio prima del decollo dall'Aeroporto di Manchester, Inghilterra.

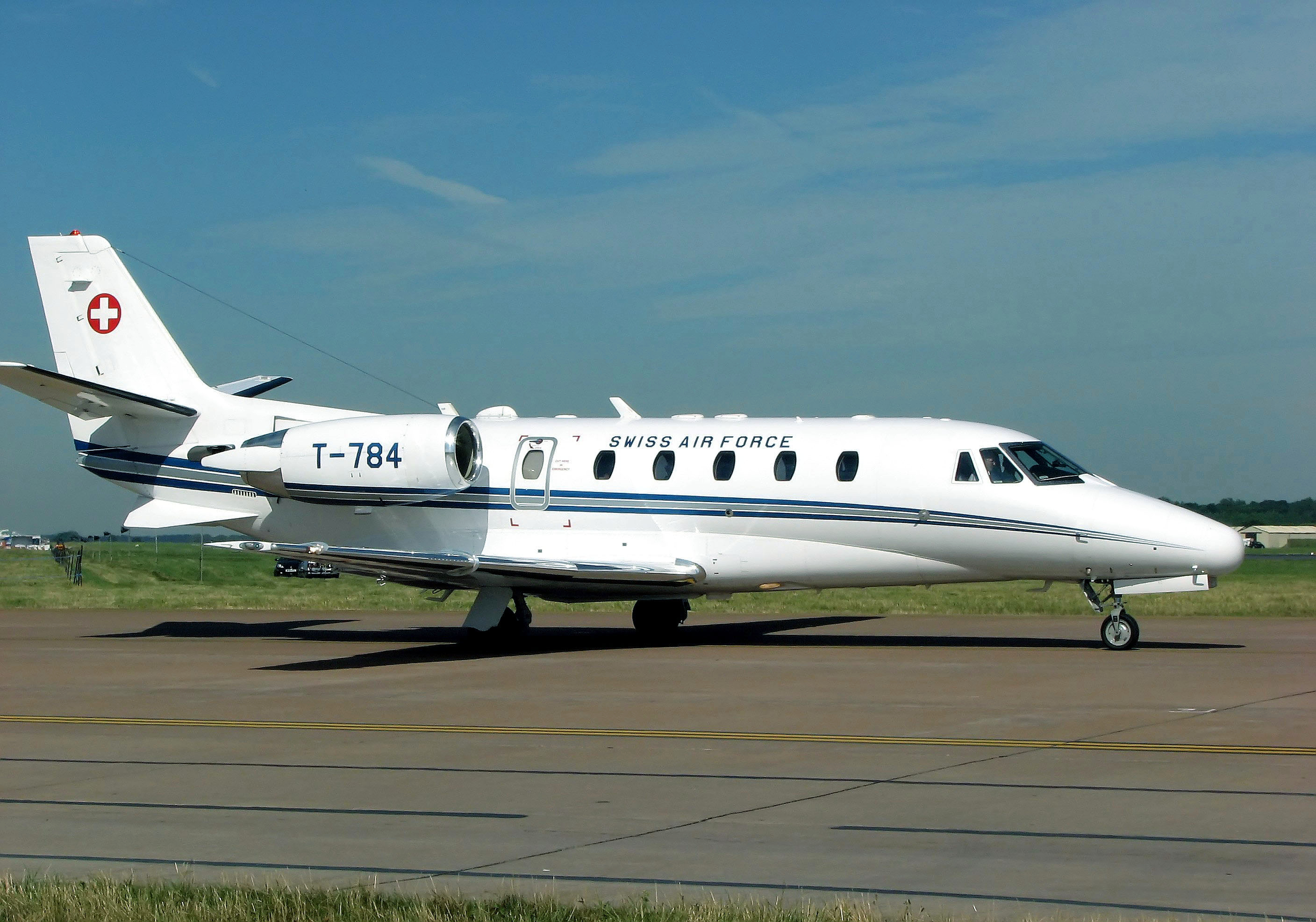
Cessna 560XL Citation Excel delle Forze aeree svizzere.

Il simulatore del Cessna 560XL presso un laboratorio dell'ateneo ennese.

Inoltre presso il corso di laurea in ingegneria aerospaziale dell'Università Kore di Enna è presente il simulatore full-motion, relativo al suddetto aeromobile, utilizzato per studiare lo stress dei piloti in volo.

### Militari
Perù
- Ejército del Perú

1 Citation 560XL acquistato nel 2014 di seconda mano.
 Svizzera
- Forze aeree svizzere

1 Cessna 560XL acquistato nel 2002.